# Liste der Mitglieder der Deutschen Akademie der Naturforscher Leopoldina/1787
Die Liste der Mitglieder der Deutschen Akademie der Naturforscher Leopoldina für 1787 enthält alle Personen, die im Jahr 1787 zum Mitglied ernannt wurden. Insgesamt gab es ein neu gewähltes Mitglied.

## Mitglieder
| Nr. | Name                   | Beiname     | Geboren       | Aufnahme | Gestorben     | Bild | Datenbank              |
| --- | ---------------------- | ----------- | ------------- | -------- | ------------- | ---- | ---------------------- |
| 869 | Conrad Anton Zwierlein | Hydorarchus | 13. Juni 1755 | 14. Okt. | 26. Apr. 1825 |      | Conrad Anton Zwierlein |

## Hinweis zu den Lebensdaten
In der Liste sind zunächst die Lebensdaten gemäß Archiv der Leopoldina aufgenommen. Diese beziehen sich auf die Angaben gem. Neigebaur (1860) und Ule (1889). Die Lebensdaten im Namensartikel können daher von den Lebensdaten in der Liste abweichen.